# Лука Групчев
Лука Георгиев Групчев с псевдоними Аспарух и Соломон е български революционер, деец на Вътрешната македонска революционна организация.

## Биография
Роден е в 1874 година в Охрид. Принадлежи към големия род Групчеви (Групче). Завършва гимназия в София, след което учи в университета, но не завършва. Учител е в Охрид и главен учител в Ресен. От 1903 година е нелегален. За кратко е в четник при Тома Давидов. Делегат е на Смилевския конгрес на ВМОРО като едни от представителите на Охридския район, където е избран за член на Охридското горско началство. Секретар е на четатата на Яким Алулов и впоследствие самостоятелен войвода на Стружки Дримкол по време на Илинденското въстание.
След въстанието се оттегля през Албания и Черна гора в България, където работи като секретар на III Девическа гимназия в София. През 1904 година е включен в Задграничното представителство на ВМОРО.
При избухването на Балканската война в 1912 година е доброволец в Македоно-одринското опълчение и служи в Нестроевата рота на 9 велешка дружина. Награден е със сребърен медал. По време на Охридско-Дебърското въстание през септември 1913 година Групчев влиза във временната управа на Охрид.
През 1938 – 1939 година заедно с Лазар Томов и Христо Танушев е член на редакционния комитет на списание „Илюстрация Илинден“.